# Praseodymi(III) iodide
Praseodymi(III) iodide là một hợp chất vô cơ hai nguyên tố, là muối của praseodymi và axit iodhydric có công thức hóa học PrI3, tinh thể màu xanh lục, hòa tan trong nước.

## Điều chế
- Làm nóng praseodymi và iod trong môi trường trơ sẽ tạo ra muối:

{\displaystyle {\mathsf {2Pr+3I_{2}\ \xrightarrow {T} \ 2PrI_{3}}}}
- Làm nóng praseodymi với thủy ngân(II) iodide:

{\displaystyle {\mathsf {2Pr+3HgI_{2}\ \xrightarrow {T} \ 2PrI_{3}+3Hg}}}

## Tính chất vật lý
Praseodymi(III) iodide tạo thành các tinh thể màu xanh lục, hòa tan trong nước.
Praseodymi(III) iodide thuộc hệ tinh thể trực thoi.

## Hợp chất khác
PrI3 còn tạo một số hợp chất với N2H4, như PrI3·3N2H4·4H2O là tinh thể vàng nhạt, tan trong metanol, tan ít trong nước, không tan trong benzen, d20 ℃ = 2,986 g/cm³.
PrI3 còn tạo một số hợp chất với CO(NH2)2, như PrI3·5CO(NH2)2 là tinh thể lục nhạt.
PrI3 còn tạo một số hợp chất với CS(NH2)2, như PrI3·2CS(NH2)2·9H2O là tinh thể màu lục, d = 2,27 g/cm³.